# Alexandra House
Alexandra House (歷山大廈) est une tour de bureaux de Hong Kong située dans le quartier de Central,.
Le bâtiment de 36 étages abrite une galerie commerciale nommée Landmark Alexandra et est relié à la passerelle surélevée de Central. Il est entouré par Ice House Street (en), Des Voeux Road (en) et Chater Road (en).

## Histoire
Le bâtiment actuel est achevé en 1976. Il s'agit du troisième bâtiment portant le nom « Alexandra » sur ce site.
Le bâtiment de première génération, le « Alexandra Building », est nommé d'après la reine Alexandra, l'épouse du roi Édouard VII. Il est conçu par le cabinet d'architecture Palmer and Turner et achevé en 1904. Le bâtiment avait cinq étages de haut, avec des vérandas voûtées, et était équipé d'un ascenseur électrique Otis et de lampes électriques installées par la Hongkong Electric Company (en). Il est démoli en 1952.
Le bâtiment de deuxième génération, nommé « Alexandra House », est construit en deux phases, entre 1952 et 1954 avant d'être démoli en 1975.
Le bâtiment actuel, une tour de 36 étages, est développé par Hongkong Land pour un coût de 106 millions HK$. Les plans sont approuvés par l'Autorité du bâtiment en 1975. La tour est construite par Paul Y. Construction (en) et est le plus haut bâtiment de Hong Kong à être construit par coffrage glissant à cette époque. La tour abrite quatorze ascenseurs et la conception de la place publique comprend les premiers escalators extérieurs à Hong Kong. Le bâtiment est achevé en mai 1976 et obtient son permis d'occupation en septembre. Une fois terminé, Hongkong Land y installe son siège.
En 2002, Hongkong Land restructure Alexandra House, et une nouvelle entrée sur Chater Road (en) et de nouveaux espaces commerciaux sont créés.
En 2012, Hongkong Land lance la marque « LANDMARK », qui représente les quatre immeubles commerciaux que le promoteur possède à Central, dont la galerie commerciale d'Alexandra House, rebaptisée Landmark Alexandra.

## Locataires
Le restaurant 8½ Otto e Mezzo Bombana (en), classé trois étoiles au Guide Michelin, est situé à Alexandra House. La galerie commerciale, Landmark Alexandra, est occupée par des marques internationales telles que Prada, Burberry, Dolce & Gabbana et Ermenegildo Zegna. Les bureaux sont occupés entre autres par Christie's, Deacons (en), Linklaters et Richards Butler.

## Galerie

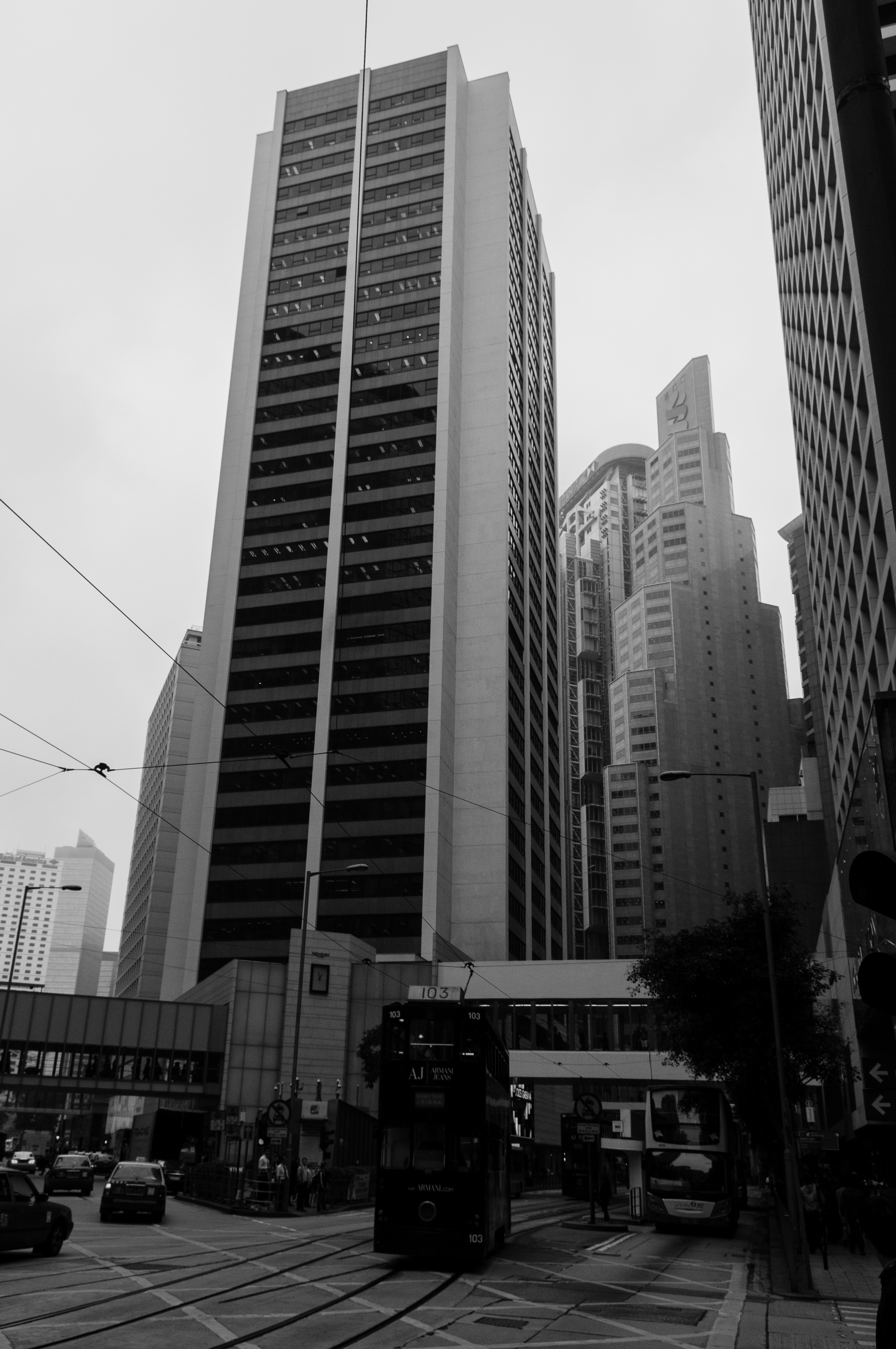
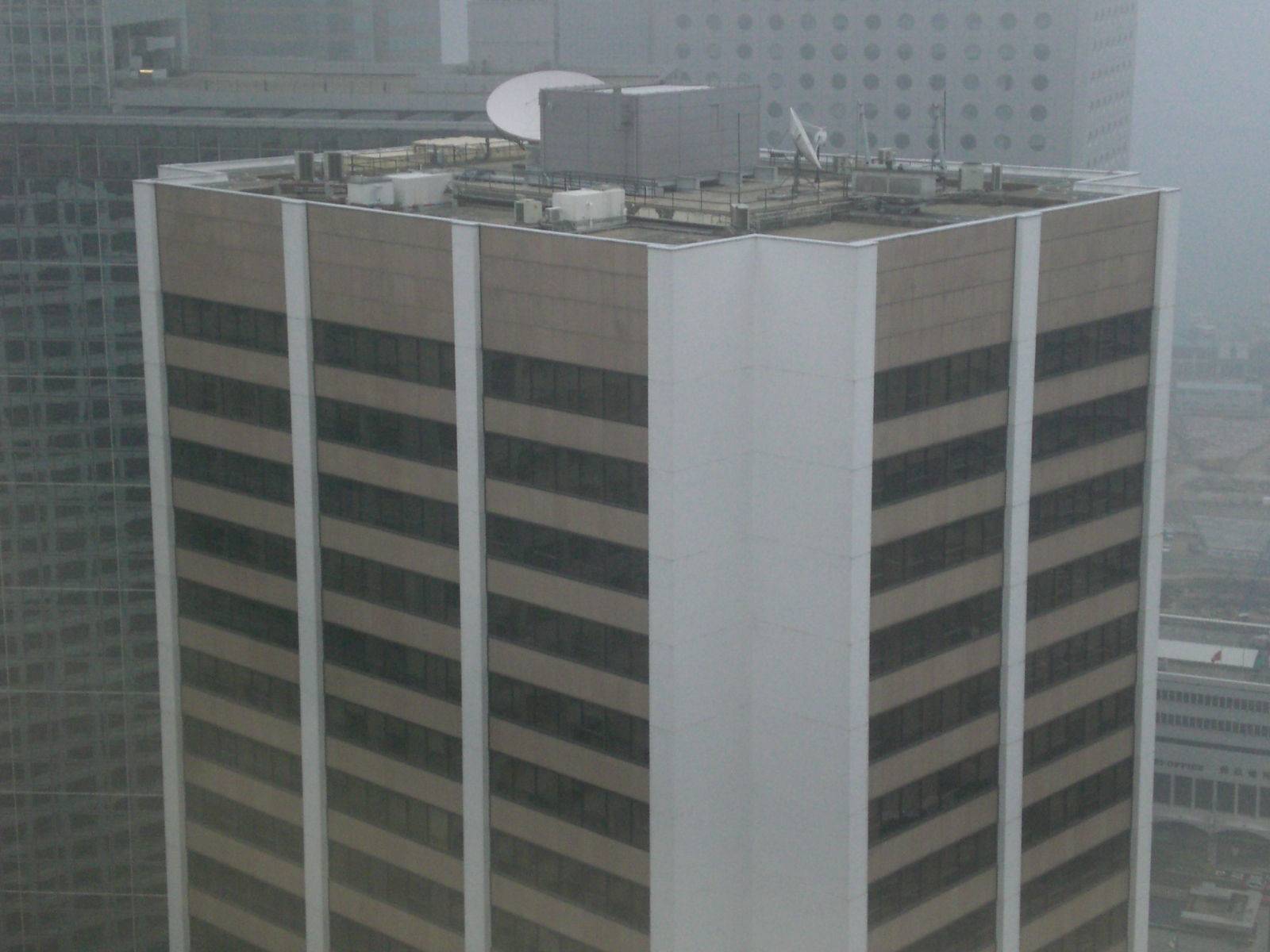
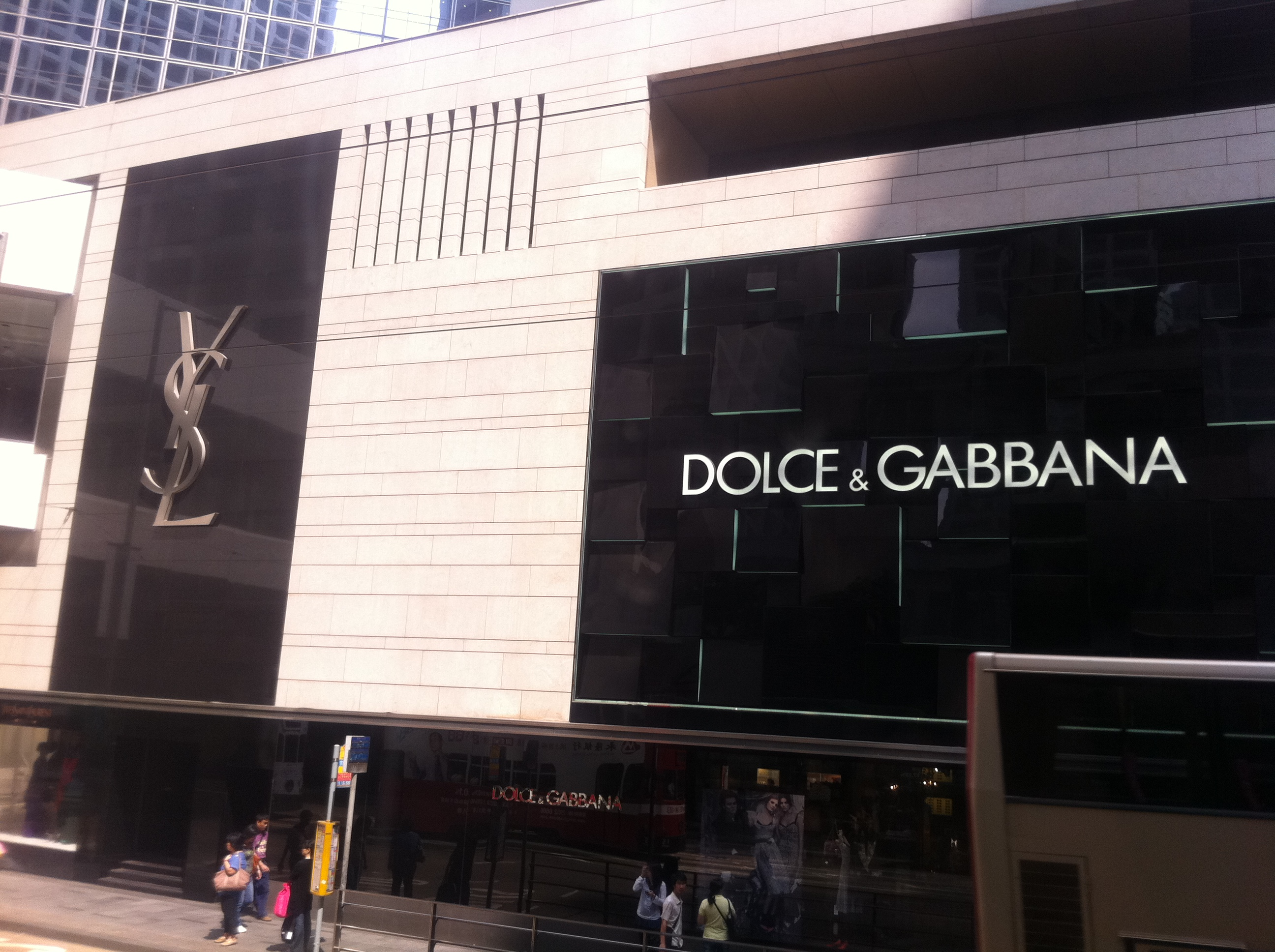
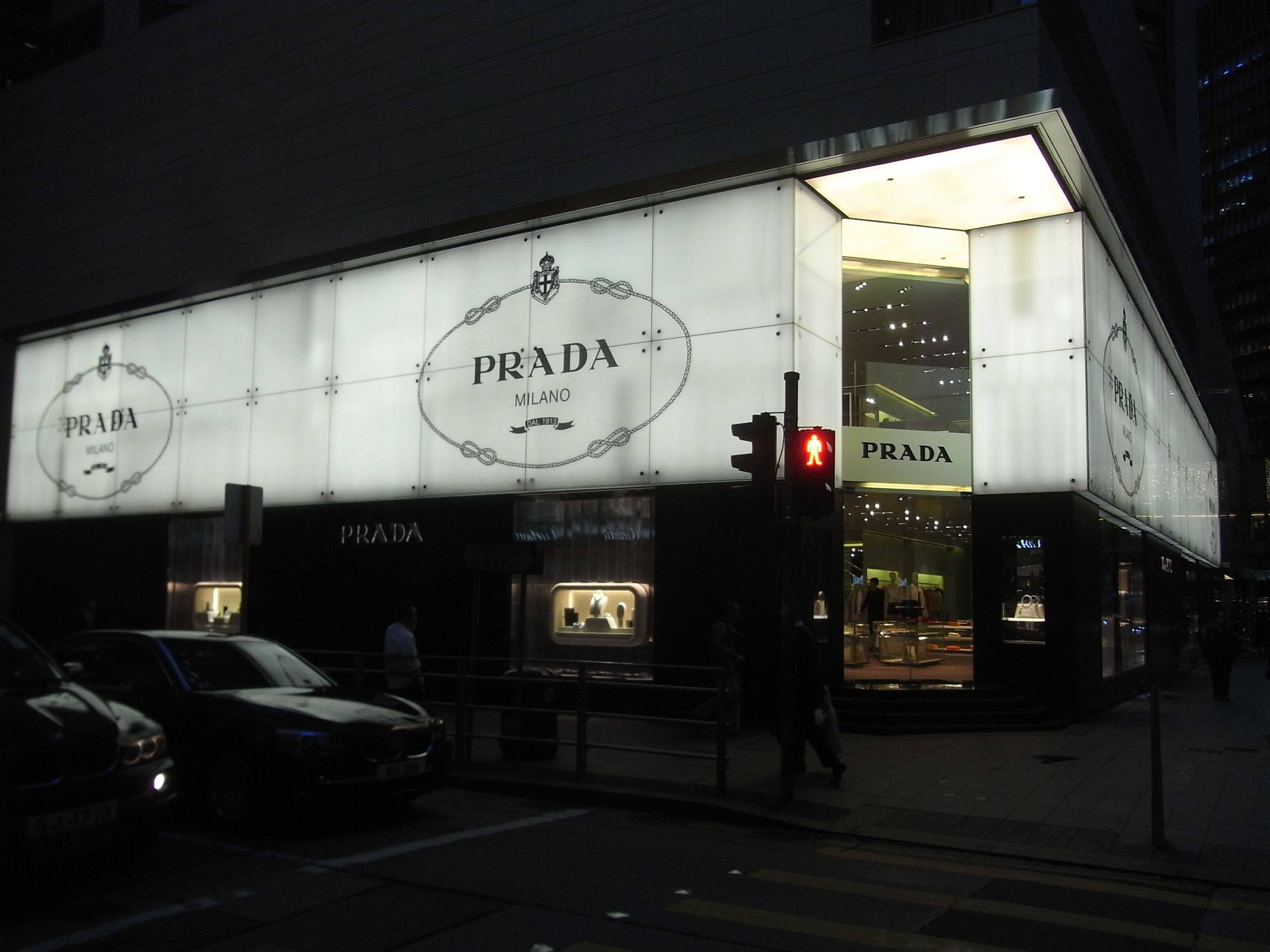
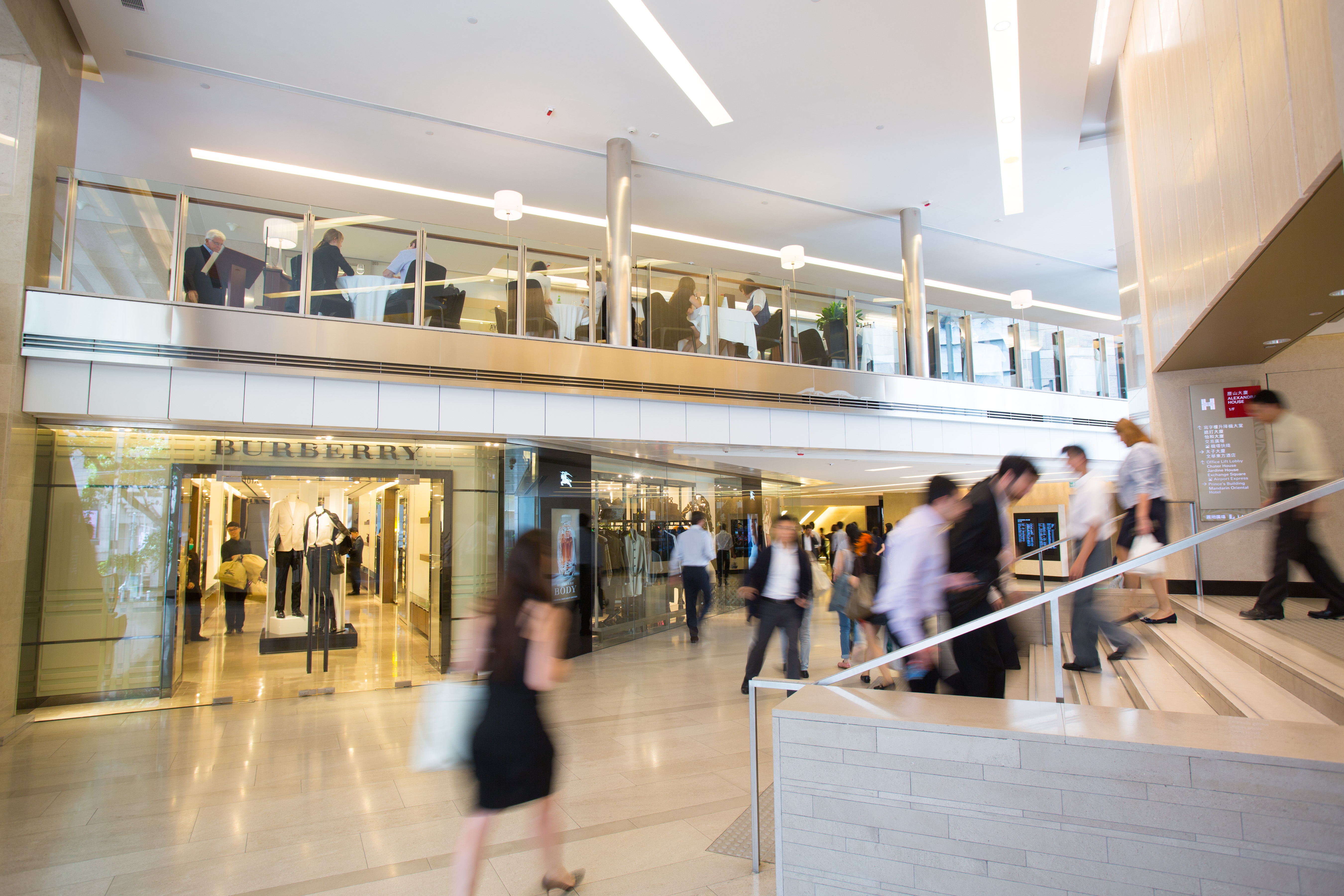
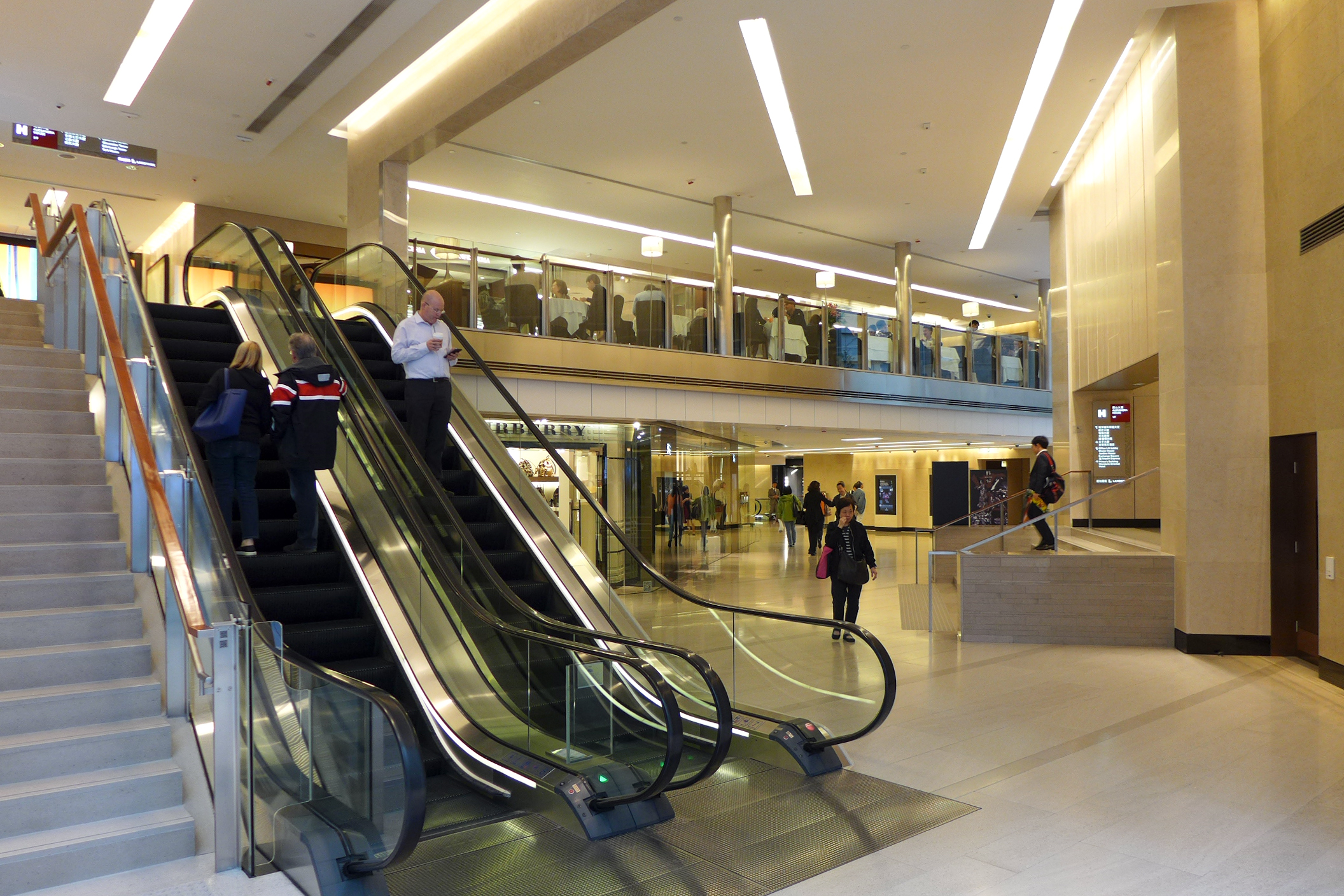